# Keuea
Keuea ist ein Ort mit einer Landfläche von 0,24 km² im nördlichen Teil des pazifischen Archipels der zum Inselstaat Kiribati gehörenden Gilbertinseln nahe dem Äquator. 2020 wurden 159 Einwohner gezählt.

## Geographie
Keuea liegt im Südosten des Atolls Butaritari. Im Ort befindet sich die Keuea Church. Keuea ist durch den Teibo Causeway mit dem südlich gelegenen Ort Tanimainiku auf der Hauptinsel verbunden. Weiter im Osten befindet sich der Ort Kuuma.

## Klima
Das Klima ist tropisch heiß, wird jedoch von ständig wehenden Winden gemäßigt. Ebenso wie die anderen Orte der nördlichen Gilbertinseln wird Keuea gelegentlich von Zyklonen heimgesucht.